# Roeselia eucalyptula
Roeselia eucalyptula är en fjärilsart som beskrevs av Dyar. Roeselia eucalyptula ingår i släktet Roeselia och familjen trågspinnare. Inga underarter finns listade.